# بحيرة أندرسن
بحيرة أندرسن (بالإنجليزية: Anderson Lake)‏ هي بحيرة تقع في جزيرة فانكوفر في كولومبيا البريطانية التابعة لكندا على امتداد المنطقة الشمالية الغربية لجدول الحمامة(دوف كريك) مدينة كورتيناي.